# Dejan Mileusnić
Dejan Mileusnić (Zenica, 16 novembre 1990) è un giavellottista bosniaco.

## Palmarès
| Anno | Manifestazione          | Sede      | Evento                 | Risultato | Prestazione | Note |
| ---- | ----------------------- | --------- | ---------------------- | --------- | ----------- | ---- |
| 2012 | Europei                 | Helsinki  | Lancio del giavellotto | 20º (q)   | 73,84 m     |      |
| 2013 | Giochi del Mediterraneo | Mersin    | Lancio del giavellotto | 4º        | 77,27 m     |      |
| 2013 | Europei under 23        | Tampere   | Lancio del giavellotto | 6º        | 77,65 m     |      |
| 2014 | Europei                 | Zurigo    | Lancio del giavellotto | 27º (q)   | 72,52 m     |      |
| 2015 | Giochi europei          | Baku      | Lancio del giavellotto | 8º        | 62,57 m     |      |
| 2015 | Universiadi             | Gwangju   | Lancio del giavellotto | 9º        | 75,37 m     |      |
| 2016 | Europei                 | Amsterdam | Lancio del giavellotto | 25º (q)   | 75,00 m     |      |
| 2018 | Giochi del Mediterraneo | Tarragona | Lancio del giavellotto | Bronzo    | 71,95 m     |      |
| 2018 | Europei                 | Berlino   | Lancio del giavellotto | 28º (q)   | 67,16 m     |      |
| 2022 | Giochi del Mediterraneo | Orano     | Lancio del giavellotto | 4º        | 75,70 m     |      |

## Altre competizioni internazionali
2013
- in Coppa Europa invernale di lanci ( Castellón de la Plana), lancio del giavellotto - 74,43 m

2013
- 4º in Coppa Europa invernale di lanci ( Leira), lancio del giavellotto - 80,40 m